# Lee Eun-hee
Dans ce nom coréen, le nom de famille, Lee, précède le nom personnel.
Pour les articles homonymes, voir Lee.
Lee Eun-Hee (coréen : 이은희–), née le 10 mars 1979 à Séoul, est une judokate sud-coréenne.

## Palmarès international en judo
| Jeux asiatiques     | Jeux asiatiques | Jeux asiatiques |
| Année               | Médaille        | Catégorie       |
| ------------------- | --------------- | --------------- |
| 2002                | or              | –52 kg          |
| Championnats d'Asie |                 |                 |
| Année               | Médaille        | Catégorie       |
| 2004                | or              | –52 kg          |
| 2007                | bronze          | –57 kg          |